# Carte nationale d'identité en Algérie
Pour les articles homonymes, voir CNI.
La carte nationale d'identité (CNI ; en arabe : بطاقة التعريف الوطنية) est un document officiel d'identification des Algériens. Elle est délivrée gratuitement, généralement dans les daïras, ou dans les consulats pour les citoyens algériens résidant hors d'Algérie. Elle est valable dix ans pour les majeurs et cinq ans pour les mineurs.
Depuis 2016, la carte nationale d'identité est une carte à puce de même format qu'une carte de paiement.

## Contenu imprimé et électronique

### Données imprimées sur la carte
- Photo
- Nom
- Prénom
- Sexe
- Date et lieu de naissance
- Groupe sanguin
- Signature
- Période de validité
- Lieu de délivrance
- Numéro de carte
- Numéro d'identification national

### Données intégrées à la puce
- La clé privé de chiffrement.
- Trois certificats de type RSA (de 1024-bit) pour l'authentification : 
  - Un premier valable légalement en tant que signature électronique.
  - Un deuxième qui sert à l'authentification de la carte en tant que telle auprès du gouvernement algérien,
  - Un troisième, pour les signatures de non-répudiation.
  - "La longueur de clé RSA de 1024 bits utilisée est généralement considérée comme obsolète selon les normes cryptographiques actuelles, qui recommandent souvent 2048 bits ou plus pour les nouvelles implémentations afin d'assurer une sécurité à long terme face à l'augmentation de la puissance de calcul. Bien que RSA 1024 bits ait été standard par le passé, sa marge de sécurité est réduite compte tenu des avancées technologiques, ce qui la rend moins robuste pour une sécurité pérenne."
- Le tout est encadré par une infrastructure à clés publiques (Public key infrastructure, PKI) du type X.509.
- Une photo numérisée (JPEG).

Les autres mentions, imposées par les lois ; à savoir :  
1. les nom et prénoms ;
2. le lieu et la date de naissance ;
3. le sexe ;
4. le groupe sanguin ;
5. les empreintes digitales ;
6. l'adresse.